# 마우로 이카르디
마우로 에마누엘 이카르디 리베로(스페인어: Mauro Emanuel Icardi Rivero, 1993년 2월 19일, 아르헨티나 로사리오 ~)는 아르헨티나 출신의 스트라이커이며 쉬페르리그의 갈라타사라이에서 뛰고있다.

## 클럽 커리어

### 초기 커리어
이카르디는 아르헨티나에서 태어났지만 그의 가족들과 함께 6살에 스페인으로 이민을 갔다. 이카르디는 UD 베친다리오에서 축구를 시작했으며 유스 생활을 하는동안 500골이 넘는 득점을 해냈다.

### 바르셀로나
2008년, 바르셀로나와 레알 마드리드, 발렌시아, 세비야, 에스파뇰, 데포르티보 라 코루냐, 아스날, 리버풀 FC 등등의 많은 클럽들이 이카르디의 영입전쟁에 뛰어들었다. 바르셀로나가 영입전쟁에서 최종승리하여 2013년까지 이카르디와 계약을 성공하였고, 2008-09시즌에 U-17팀으로 승격하였다.

### 삼프도리아
2011년 1월 11일, UC 삼프도리아는 시즌이 끝날때까지만 이카르디를 임대하기로 계약했다. 프리마베라 팀에서 19경기 13골을 기록하여 6개월간의 임대는 대성공적이었다. 삼프도리아는 40만 유로의 옵션을 더하여 이카르디를 2011년 7월에 3년 계약을 성공시켰다. 2012년 5월 12일에 그는 SS 유베 스타비아를 상대로 첫 대뷔전을 치뤘고 75분에 교체 출전하였다. 10분뒤 이카르디는 그의 첫 1군 무대와 삼프도리아에서의 첫 대뷔골을 터트려 2:1로 승리하였다.
2013년 1월 6일에는 유벤투스 스타디움에서 지안루이지 부폰이 지키고 있는 유벤투스 FC를 상대로 2골을 넣어 팀을 승리로 이끌었고 1월 27일에는 페스카라 칼초를 상대로 혼자 4골을 득점했다. 소속팀 UC 삼프도리아는 50년만에 해당 소속선수가 1군 무대에서 4골을 넣는 대기록을 세우기도 했다.
2013년 5월 19일 삼프도리아의 홈 경기에서도 1골을 넣으며 팀을 3대2 승리로 이끌었다. 유벤투스 FC는 이 시즌에 27승 6무 5패로 우승을 달성했지만 UC 삼프도리아한테는 이카르디의 맹활약 때문에 한번도 이기지 못한 것이다.

### 인테르나치오날레
2013년 7월 9일, 이카르디는 FC 인테르나치오날레 밀라노로 이적했다. 인테르 이적후 2013년 9월 15일 첫 번째 데르비 디탈리아에서 후반 68분 교체 출전 후 5분만에 선취 골을 넣었다. 그러나 불과 2분뒤에 바로 동점골을 허용하여 1-1로 비기긴 했지만, 이 경기 후 이카르디는 진정한 유벤투스 킬러임을 증명하였다.

### 파리 생제르맹
2019년 9월 2일, 리그 1의 파리 생제르맹으로 임대 이적했다.
2020년 5월 31일, 파리 생제르맹과 4년 계약을 맺고 완전 이적했다.

### 갈라타사라이
2022년 9월 8일, 쉬페르리그의 갈라타사라이로 임대 이적했고 종료 이후 새 시즌 준비를 앞두고 완전 이적을 하게되었다.

## 국가대표팀 경력
8월 12일, 이카르디는 독일을 상대로 아르헨티나 U-20 축구 국가대표팀 데뷔전을 치렀다.
2013년 2월, 이카르디는 아르헨티나 성인팀에 뛰기를 원한다는것을 밝히며, "나는 아르헨티나인이며, 나의 조국의 유니폼을 입는걸 항상 꿈꿔왔다. 사실 그일을 하는건 나에게 최대의 일 일 것이다."
2013년 10월 15일, 우루과이에게 2-3으로 패한 FIFA 월드컵 예선전에서 첫 성인 대표팀 데뷔전을 치렀다.

## 개인 삶
이카르디 유명 미디어 스타 완다 나라와 결혼을 했다. 나라는 이카르디의 전 삼프도리아 동료 막시 로페스와 결혼을 했었지만 이카르디와의 관계가 밝혀진후 헤어졌다. 그녀와 로페스는 2013년 12월에 이혼 소송 절차에 들어갔다. 나라와 이카르디는 이혼 소송이 끝난지가 얼마 안되어, 2014년 5월에 아르헨티나 부에노스아이레스에서 작은 결혼식을 올렸다. 2014년 4월에 열린 인테르나치오날레와 삼프도리아의 세리에 A 경기에서 로페스는 이카르디와의 악수를 거절하며, 경기는 "완다 더비"라고 불리기도 하였다.

## 경력 통계
4 June 2023.  기준
| 클럽             | 시즌    | 리그 | 리그 | 네셔널 컵 | 네셔널 컵 | 유럽 | 유럽 | 그외 | 그외 | 합계 | 합계 |
| 클럽             | 시즌    | 출전 | 득점 | 출전      | 득점      | 출전 | 득점 | 출전 | 득점 | 출전 | 득점 |
| ---------------- | ------- | ---- | ---- | --------- | --------- | ---- | ---- | ---- | ---- | ---- | ---- |
| 삼프도리아       | 2011–12 | 2    | 1    | –         | –         | –    | –    | –    | –    | 2    | 1    |
| 삼프도리아       | 2012–13 | 31   | 10   | –         | –         | –    | –    | –    | –    | 31   | 10   |
| 삼프도리아       | 소계    | 33   | 11   | 0         | 0         | 0    | 0    | 0    | 0    | 33   | 11   |
| 인테르나치오날레 | 2013–14 | 22   | 9    | 1         |           | –    | –    | –    | –    | 23   | 9    |
| 인테르나치오날레 | 2014-15 | 36   | 22   | 2         | 1         | 10   | 4    |      |      | 48   | 27   |
| 인테르나치오날레 | 2015-16 | 33   | 16   | 1         |           |      |      |      |      | 34   | 16   |
| 인테르나치오날레 | 2016-17 | 34   | 24   | 2         |           | 5    | 2    |      |      | 41   | 26   |
| 인테르나치오날레 | 2017-18 | 34   | 29   | 2         |           |      |      |      |      | 36   | 29   |
| 인테르나치오날레 | 2018-19 | 29   | 11   | 2         | 2         | 6    | 4    |      |      | 37   | 17   |
| 인테르나치오날레 | 소계    | 188  | 111  | 10        | 3         | 21   | 10   | 0    | 0    | 219  | 124  |
| 파리 생제르맹    | 2019-20 | 20   | 12   | 7         | 3         | 7    | 5    |      |      | 34   | 20   |
| 파리 생제르맹    | 2020-21 | 20   | 7    | 4         | 5         | 3    |      | 1    | 1    | 28   | 13   |
| 파리 생제르맹    | 2021-22 | 24   | 4    | 2         | 1         | 3    |      | 1    |      | 30   | 5    |
| 파리 생제르맹    | 소계    | 64   | 23   | 13        | 9         | 13   | 5    | 2    | 1    | 92   | 38   |
| 갈라타사라이     | 2022-23 | 24   | 22   | 2         | 1         |      |      |      |      | 26   | 23   |
| 갈라타사라이     | 2023-24 | 26   | 17   |           |           | 12   | 6    |      |      | 38   | 23   |
| 갈라타사라이     | 소계    | 50   | 39   | 2         | 1         | 12   | 6    | 0    | 0    | 64   | 46   |
| 종합             | 종합    | 335  | 182  | 25        | 13        | 46   | 21   | 2    | 1    | 407  | 219  |

## 수상

#### 파리 생제르맹
- 리그 1 : 2019-20, 2021-22
- 쿠프 드 라 리그 : 2019-20
- 쿠프 드 프랑스 : 2019-20, 2020-21
- 트로페 데 샹피옹 : 2020, 2022

#### 갈라타사라이
- 쉬페르리그 : 2022-23

#### 개인
- 세리에 A 올해의 선수 : 2018
- 세리에 A 득점왕 : 2014-15, 2017-18
- 세리에 A 올해의 팀 : 2014-15, 2017-18
- 세리에 A 올해의 골 : 2018
- 가제타 올해의 퍼포먼스 : 2018